# Formación Frenchman
La formación Frenchman es una formación geológica del Maastrichtiense de Saskatchewan, Canadá. 

## Paleontología
| Los dinosaurios reportados de la Formación Frenchman | Los dinosaurios reportados de la Formación Frenchman | Los dinosaurios reportados de la Formación Frenchman | Los dinosaurios reportados de la Formación Frenchman | Los dinosaurios reportados de la Formación Frenchman  | Los dinosaurios reportados de la Formación Frenchman                                        |          |
| Género                                               | Especie                                              | Ubicación                                            | Posición Estratigráfica                              | Material                                              | Notas                                                                                       | Imágenes |
| ---------------------------------------------------- | ---------------------------------------------------- | ---------------------------------------------------- | ---------------------------------------------------- | ----------------------------------------------------- | ------------------------------------------------------------------------------------------- | -------- |
| Edmontosaurus                                        | E. annectens                                         |                                                      |                                                      | "Cráneo completo, [tres o cuatro] cráneos parciales." | Un hadrosáurido                                                                             |          |
| Edmontosaurus                                        | E. saskatchewanensis                                 |                                                      |                                                      |                                                       | Sinónimo más moderno de E. annectens                                                        |          |
| Thescelosaurus                                       | T. assiniboiensis                                    |                                                      |                                                      |                                                       |                                                                                             |          |
| Sphaerotholus                                        | Cf. S. buchholtzae                                   |                                                      |                                                      |                                                       | El primer paquicefalosáurido informado de la formación Frenchman.                           |          |
| Torosaurus                                           | T. latus                                             |                                                      |                                                      |                                                       |                                                                                             |          |
| Casmosaurino indet.                                  |                                                      |                                                      |                                                      |                                                       | [ 4 ]                                                                                       |          |
| Triceratops                                          | T. prorsus                                           |                                                      |                                                      |                                                       | [ 4 ]                                                                                       |          |
| Tyrannosaurus                                        | T. rex                                               |                                                      |                                                      |                                                       | "Scotty", posiblemente el T. rex más viejo jamás descubierto, es de la formación Frenchman. |          |